# Marian Kufel

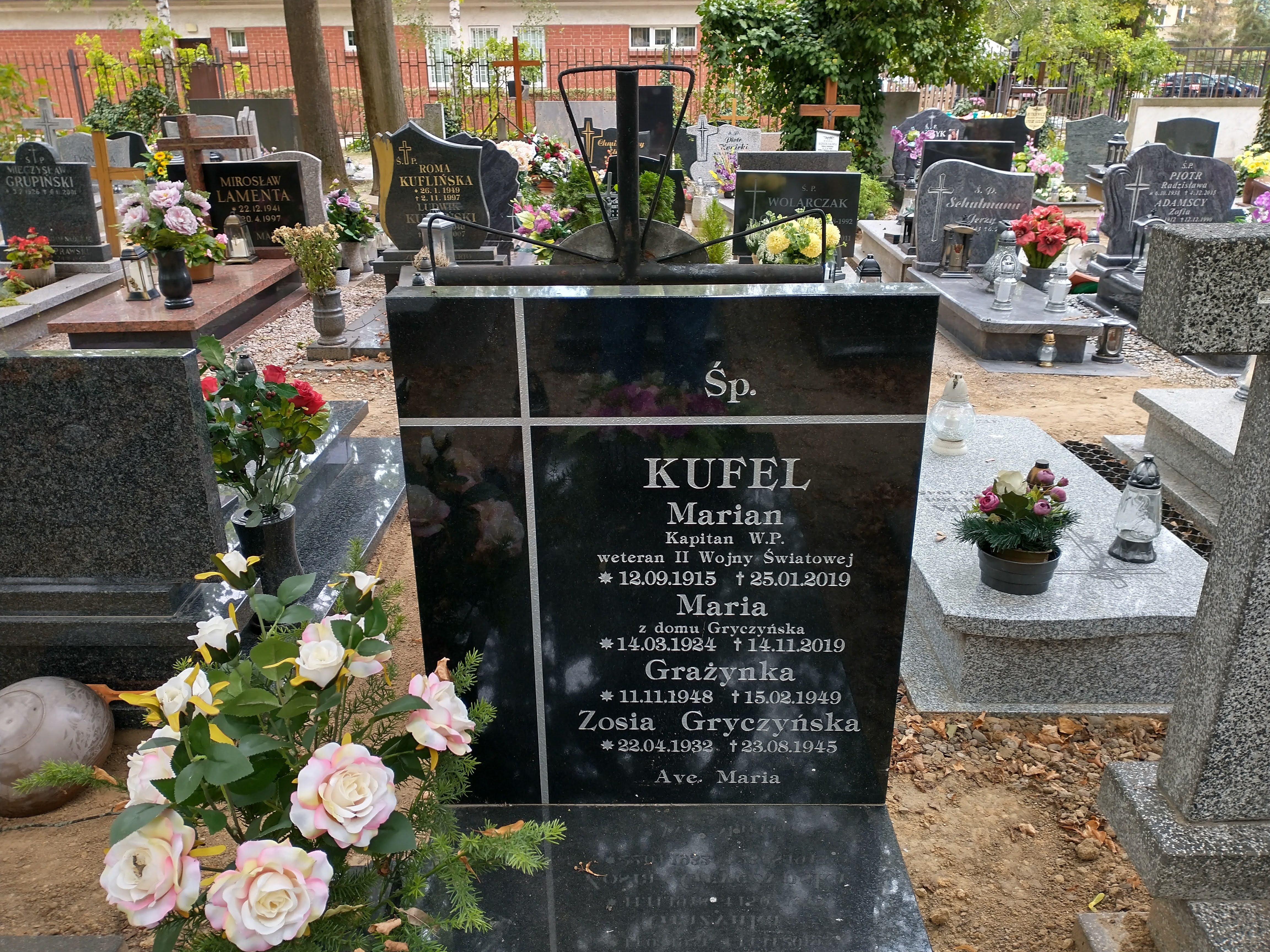
Grób na Cmentarzu Jeżyckim

Marian Kufel (ur. 12 września 1915 w Poznaniu, zm. 25 stycznia 2019 tamże) – polski wojskowy, kapitan Wojska Polskiego, nauczyciel i działacz kombatancki.

## Życiorys
Był żołnierzem Armii Poznań i walczył w kampanii wrześniowej, także w bitwie nad Bzurą. Będąc członkiem 15. Pułku Ułanów Poznańskich odpowiadał za łączność między dowództwem a żołnierzami na linii frontu. Nad Bzurą został ranny i uzyskał status inwalidy wojennego, co pozwoliło mu opuścić obóz jeniecki i wrócić do Poznania, gdzie zatrudnił się w niemieckim zakładzie kowalskim.
Po wojnie był nauczycielem przedmiotów zawodowych w Zespole Szkół Budowlano-Drzewnych na Winogradach. Działał w Związku Inwalidów Wojennych RP. W styczniu 2019 otrzymał akt mianowania na stopień kapitana.
Pochowano go na Cmentarzu Jeżyckim w Poznaniu. W pogrzebie brał udział m.in. wojewoda wielkopolski Zbigniew Hoffmann. Mając 103 lata był jednym z ostatnich żyjących uczestników bitwy nad Bzurą.

## Odznaczenia
Za zasługi i męstwo odznaczony został między innymi Krzyżem Zasługi, Orderem Odrodzenia Polski, Medalem Obrońcy Ojczyzny 1939-1945 i Odznaką Honorową miasta Poznania.